# Selenocephalus tapan
Selenocephalus tapan är en insektsart som beskrevs av Dlabola 1981. Selenocephalus tapan ingår i släktet Selenocephalus och familjen dvärgstritar. Inga underarter finns listade i Catalogue of Life.